# Narodni park Khundžerab
Narodni park Khundžerab (urdujsko خنجراب نیشنل پارک) je narodni park v provinci Gilgit-Baltistan v Pakistanu. Je tretji največji narodni park v Pakistanu in meji na naravni rezervat Taxkorgan na Kitajskem.

## Etimologija
Khun pomeni 'kri' in džerav pomeni 'tok' v vakhiju, lokalnem jeziku regije.

## Zgodovina
Narodni park Khundžerab je bil ustanovljen predvsem kot sredstvo za zaščito ovce Marco Polo (pa tudi snežnih leopardov in barala (pseudois nayaur)), ki živijo na tem območju. Meje parka je leta 1974 po kratkem terenskem ogledu začrtal Schaller. Park je uradno ustanovil pakistanski premier Zulfikar Ali Buto 29. aprila 1975, ki je dejal, da »mora postati svetovno znan park«.[8]
Kljub temu, da je bil uvrščen v narodni park kategorije 2, ki prepoveduje človekove dejavnosti, vključno s kmetijstvom in lovom, je bil park slabo upravljan, kar pomeni, da se je nezakonit lov na ovce Marco Polo nadaljeval. Zaradi tega je Svetovna zveza za varstvo narave leta 1988 naročila norveškemu biologu Peru Weggeju, da opravi raziskavo o divjih živalih v parku. Wegge je ugotovil, da ni dokazov o tekmovalnosti med domačimi ovcami, ki se nezakonito pasejo, in divjimi ovcami Marco Polo ter da večino nezakonitega lova niso izvajali lokalni prebivalci Vakhija. Zato je predlagal, da se park prerazporedi in omogoči pašo in komercialni lov, dobiček pa gre lokalnim prebivalcem. Vendar je vlada spregledala Weggejeve predloge in je namesto tega pripravila nov načrt upravljanja, ki sta ga podprla IUCN in Svetovni sklad za divje živali kot sredstvo za ohranitev parka in zaščito divjih živali. Wegge je bil kritičen do vladnega načrta in je trdil, da temelji na finančnih vidikih, pri čemer pakistanska vlada upa, da bo na to območje privabila turiste. IUCN se je s tem strinjal in se od takrat distanciral od narodnega parka. Da bi zaščitili živali pred divjim lovom, je WWF ustanovil vaško organizacijo Khunzerav, ki se zanaša na ljudi, ki živijo na tem območju, da prijavijo krivolov ali opažanja ogroženih živali. Ta park je bil ustanovljen 29. aprila 1975 na priporočilo biologa za divje živali dr. Georgea Schallerja. Več kot polovica parka je nad 4000 m. Prelaz Khundžerab, prehod na Kitajsko prek karakorumske avtoceste, je na 4934 m.
Obstaja bankomat, ki velja za najvišjega na svetu na višini 4693 metrov nad morsko gladino, ki ga je postavila Narodna banka Pakistana in stoji v bližini kitajsko-pakistanskega mejnega prehoda na prelazu Khundžerab.

## Divje živali
Glavni namen tega parka je bil zagotoviti zaščito ogrožene ovce Marco Polo, ki jo najdemo le na tem območju v Pakistanu. Po navedbah Mir of Hunza je bila populacija ovc okoli 400, vendar je do dokončanja Karakorumske avtoceste padla pod 180. Spomladi 1984 so zabeležili čredo skoraj 75 ovc pasme Marco Polo, maja 1989 pa so jih zaposleni v parku videli vsaj 50, ki so prečkale prelaz.
Park je tudi dom snežnih leopardov. Nekatera poročila pravijo, da bi lahko vseboval največjo gostoto teh čudovitih mačk v celotnem himalajskem ekosistemu, ki je naravni habitat teh mačk. Tukaj je prisotnih tudi več kot 2000 sibirskih kozorogov, ki so zelo razširjeni in številni v parku, vendar jih ni v sosednji Kitajski.
V parku je mogoče videti divje ali poldivje živali, zlasti domače jake.
V parku je skupaj 16 vrst sesalcev:
- Mali netopir (Pipistrellus pipistrellus)
- Sivi uhati netopir (Plecotus austriacus) Skoraj ogrožen
- Indijski volk (Canis lupus pallipes) Ogrožen
- Hribovska lisica (Vulpes vulpes montana)
- Himalajski rjavi medved (Ursus arctos isabellinus) kritično ogrožen
- Snežni leopard (Panthera uncia) kritično ogrožen
- Himalajski kozorog (Capra sibirica) Skoraj ogrožen
- Baral (Pseudois nayaur) ogrožen (samo območje Šimšala)
- Ovca Marco Polo (Ovis ammon polii) kritično ogrožena
- Kapski zajec (Lepus capensis) Ranljiv
- Dolgoouhi žvižgač (Ochotona macrotis)
- Dolgorepi svizec (Marmota caudata)
- Kašmirska poljska miška (Apodemus rusiges)
- Sivi pritlikavi hrček (Nothocricetulus migratorius)

V narodnem parku Khundžerab najdemo 45 vrst ptic:
- Šmarnica (Phoenicurus ochruros)
- Beloglavi rdečeglavec (Phoenicurus leucocephalus)
- Güldenstädtski rdeča črnica (Phoenicurus erythrogastrus)
- Modri drozg (Myophonus caeruleus)
- Puščavec (Monticola solitarius)
- Puščavski kupčar (Oenanthe deserti)
- Rdečečeli grilček (Serinus pusillus)
- Škrlatec (Carpodacus erythrinus)
- Veliki škržatek (Carpodacus rubicilla)
- Veliki ščinkavec (Leucosticte nemoricola)
- Siva pastirica (Motacilla cinerea)
- Zamaskirana pastirica (Motacilla alba personata)
- Citronasta pastirica (Motacilla citreola)
- Bela pastirica (Motacilla alba)
- Planinska vrana (Pyrrhocorax pyrrhocorax)
- Planinska kavka (Pyrrhocorax graculus)
- Krokar (Corvus corax)
- Rumeni kobilar (Oriolus oriolus)
- Mlinarček (Curruca curruca)
- Rjavi potapljač (Cinclus pallasii)
- Vrbji kovaček (Phylloscopus collybita)
- Zelena listnica (Phylloscopus trochiloides)
- Uhati škrjanec (Eremophila alpestris)
- Domači vrabec (Passer domesticus)
- Skalni strnad (Emberiza cia)
- Skalni plezalček (Tichodroma muraria)
- Rjavi naglasnik (Prunella fulvescens)
- Raddejev naglasnik (Prunella ocularis)
- Dolgorepi srakoper (Lanius schach)
- Belouhi bulbul (Pycnonotus leucotis)
- Brkati ser (Gypaetus barbatus)
- Himalajski jastreb (Gyps himalayensis)
- Skobec (Accipiter nisus)
- Postovka (Falco tinnunculus)
- Planinski orel (Aquila chrysaetos)
- Turška kotorna (Alectoris chukar)
- Himalajski snežni petelin (Tetraogallus himalayensis)
- Snežni golob (Columba leuconota)
- Divja grlica (Streptopelia turtur)
- Mali martinec (Actitis hypoleucos)
- Mali prodnik (Calidris minuta)
- Kukavica (Cuculus canorus)
- Navadna jastrebova kukavica (Hierococcyx varius)
- Smrdokavra (hoopoe Upupa epops)
- Zelenonoga tukalica (Gallinula chloropus)

Tukaj najdemo dve vrsti plazilcev:
- Himalajska agama (Paralaudakia himalayana)
- Pakistanska agama (Laudakia pakistanica)